# Ланджгор, Реми
Реми Ланджгор (фар. Remi Langgaard; род. 16 декабря 1991 года в Тофтире, Фарерские острова) — фарерский футболист, ныне тренер по физподготовке клуба «Б68».

## Карьера
Реми — воспитанник тофтирского клуба «Б68». В 2008 году он дебютировал в составе только что вернувшегося в премьер-лигу «Б68», проведя тринадцать встреч и забив один гол. В следующем сезоне он снова провёл тринадцать матчей, а в 2010 году стал твёрдым игроком основного состава «Б68». В сезонах 2010 и 2011 годов Реми запомнился излишней агрессивностью, заработав за эти сезоны семнадцать жёлтых карточек. В сезоне-2012 он был более сдержанным в матчах, заработав всего четыре карточки за сезон и отыграв двадцать три матча, забив один гол. По итогам сезона «Б68» вылетел из премьер-лиги и Реми будет одним из тех, кто поможет клубу вернуться в элиту. Однако, после возвращения «Б68» в класс сильнейших, Реми потерял место в основе и провёл всего три матча, завершив карьеру посреди сезона-2014 и став тренером по физподготовке тофтирцев.

## Статистика выступлений по сезонам
| Клуб  | Сезон | Соревнование    | Игры (голы) |
| ----- | ----- | --------------- | ----------- |
| «Б68» | 2009  | Премьер-лига    | 3 (0)       |
| «Б68» | 2010  | Премьер-лига    | 23 (1)      |
| «Б68» | 2011  | Премьер-лига    | 21 (1)      |
| «Б68» | 2012  | Премьер-лига    | 21 (0)      |
| «Б68» | 2013  | Первый дивизион | 17 (1)      |
| «Б68» | 2014  | Премьер-лига    | 3 (0)       |